# Ijowe
Ijowe (ou Iyoe) est un village du Cameroun situé dans la commune de Toko, l'une des 9 communes du département du Ndian de la Région du Sud-Ouest

## Population
La localité comptait 108 habitants en 1953, 80 en 1968-1969, 51 en 1972, pour la plupart des Batanga.
Lors du recensement de 2005, 58 personnes y ont été dénombrées. 